# Vlei

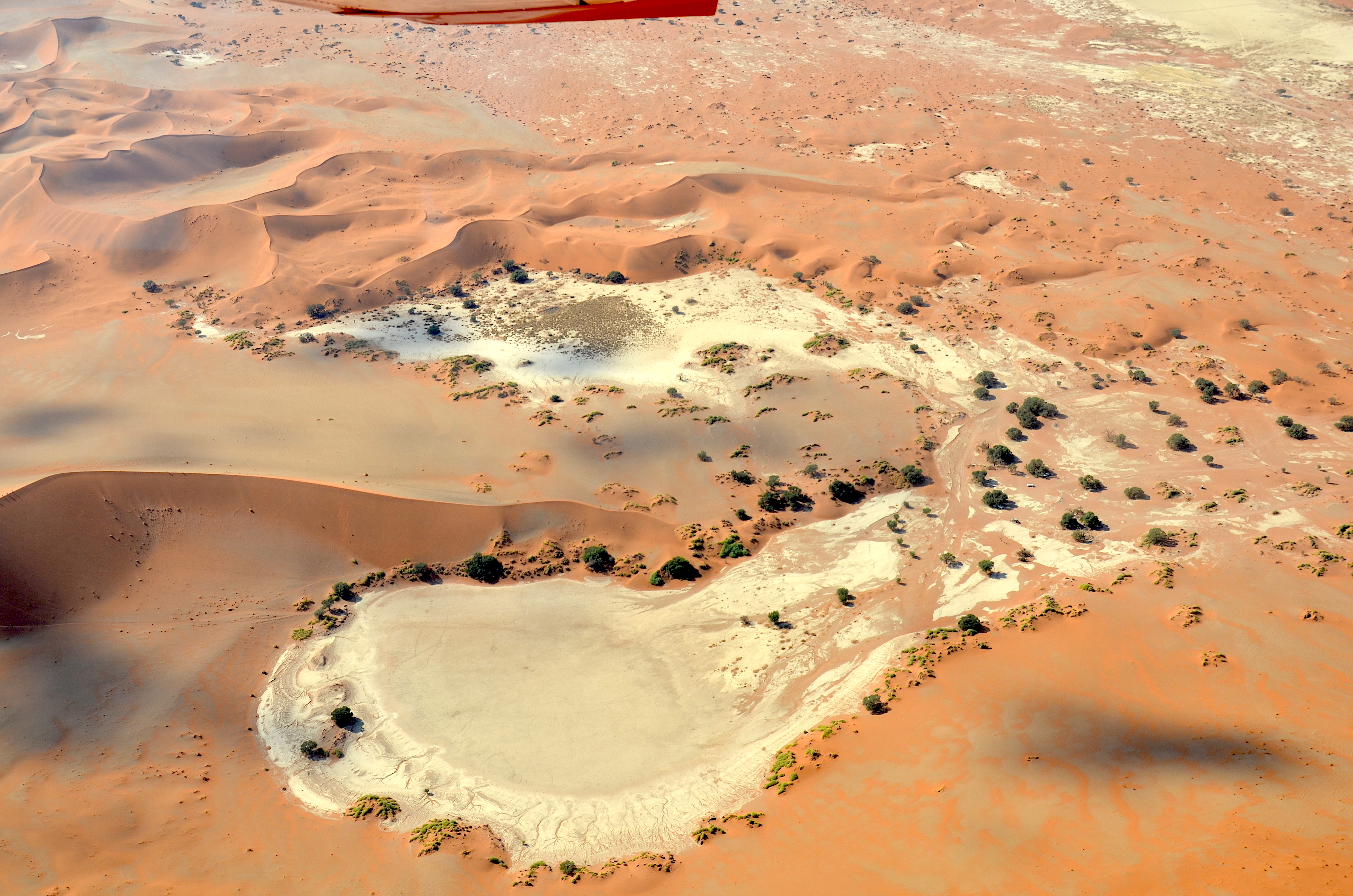
Luftaufnahme des Sossusvlei

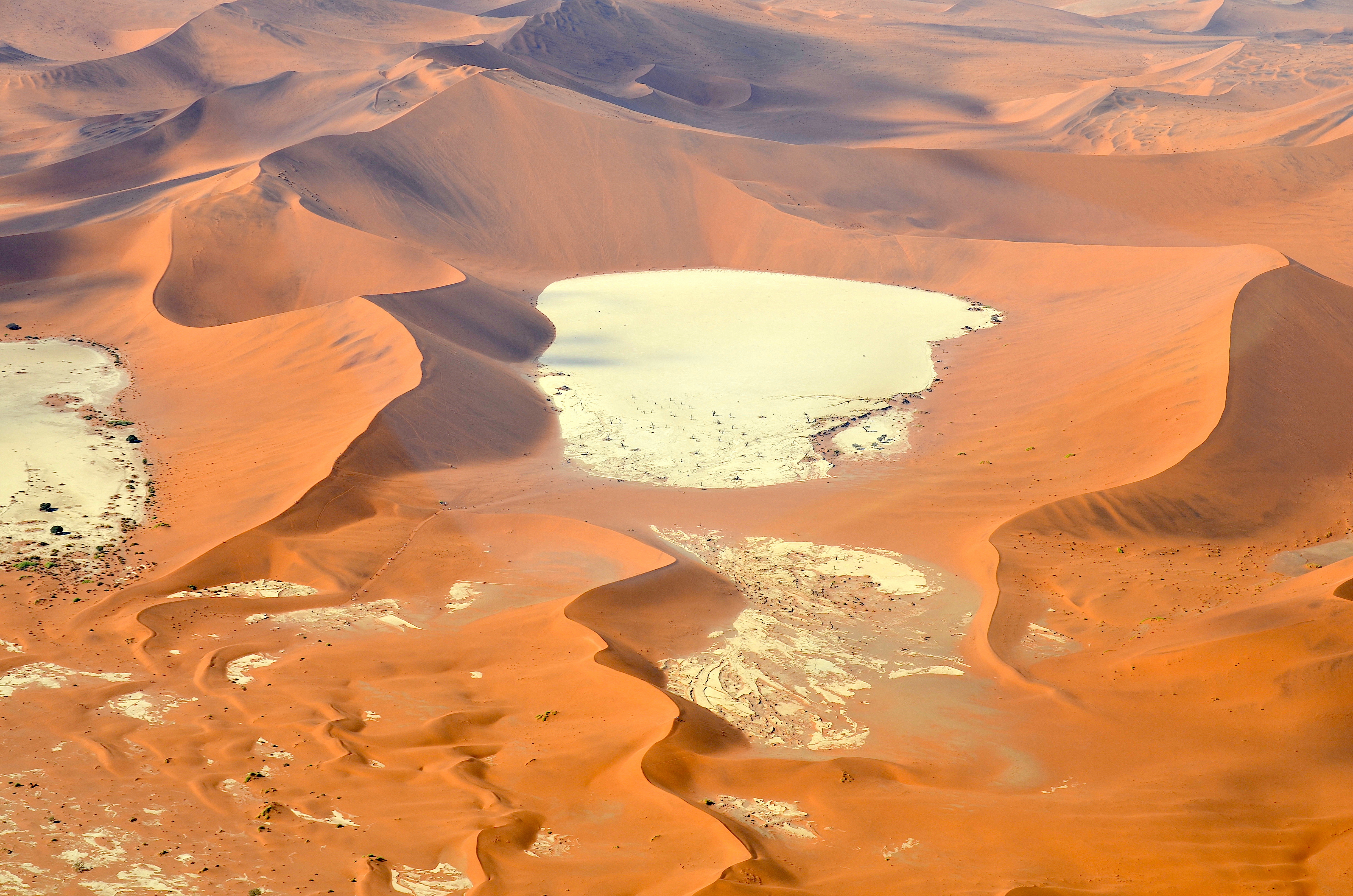
Luftaufnahme des Deadvlei

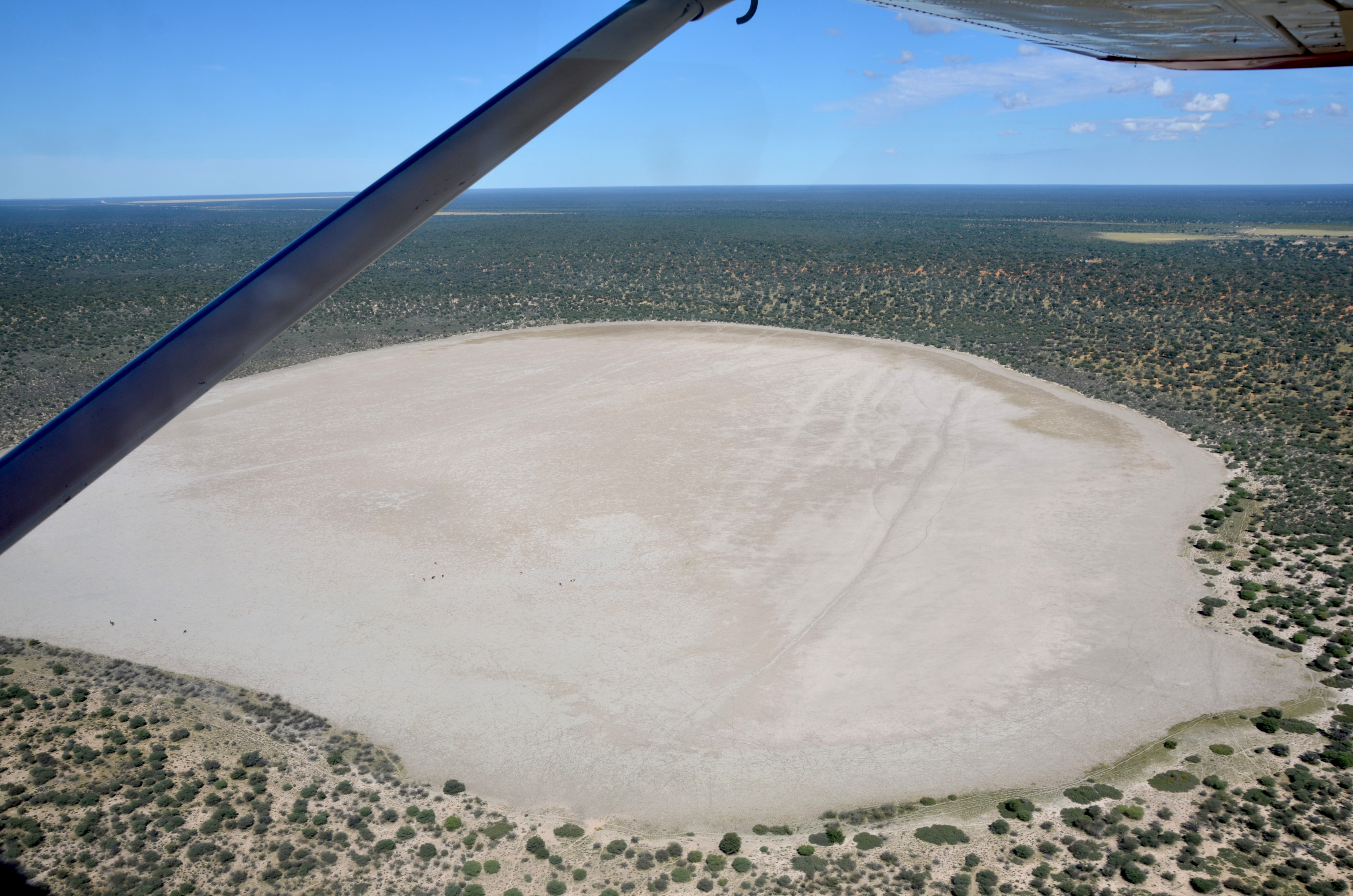
Lehmpfanne in der Kalahari

Das Wort Vlei ([fləi]; Afrikaans für Pfanne bzw. Senke, englisch Pan) ist eine in Namibia und Südafrika übliche geographische Bezeichnung einer Endpfanne eines Flusses. Sossusvlei, Endpfanne des Tsauchab, und die Etosha-Pfanne sind bekannte Beispiele eines Vleis. Es handelt sich um Salztonebenen in einer Senke.
Im Allgemeinen haben die Vleis unterschiedliche Größen und sie enthalten nur periodisch Wasser, je nach Regenfall oder saisonal bedingter Trockenheit. In der Feuchtzeit laichen Frösche in Tümpeln oder es brüten andere Sumpfbewohner im Vlei. Das enthaltene Wasser kann Frischwasser, Brackwasser oder Salzwasser sein.
Grundsätzlich bilden zwei Bedingungen die Voraussetzung zur Bildung solcher Vleis: ein arides Klima und ein extrem flaches Terrain. Das Zusammenfallen nur bestimmter klimatischer und geomorphologischer Umstände sind zur Bildung solcher Strukturen erforderlich. Diese sind bei großen, sich flach erstreckenden, verdichteten Böden in unbewachsenen Senken eine bereits vorhandene Salzverwitterung und windbasierte Erosion bzw. äolische Abtragung. Die Salzverwitterung setzt hier die Präsenz von unverfestigten Kalahari-Sedimenten oder Tongesteine der Dwyka- und Ecca-Gruppe voraus. Diese Tongesteine sind zwar nicht stark erosionsanfällig aber die Quelle für die Salze in den Vleis. Primär handelt es sich dabei um Natriumsulfat, in einigen Fällen jedoch Natriumchlorid und Natriumhydrogencarbonat.

## Ökologie
Vleis verschiedener Arten sind von beachtlicher ökologischer Bedeutung, da sie meist einheimische, aber auch vorüberziehende Spezies beherbergen. 
Den meisten Vleis wird keine große Beachtung geschenkt, sie tragen deshalb auch keinen Namen. Allerdings gibt es einige bedeutende Vleis, die mit Namen bekannt sind, wie das schon erwähnte Sossusvlei, das Deadvlei, das Rondevlei, das Flusspferde beheimatet, und das Zeekoevlei.
Das Afrikaans-Wort Vlei ist Namensgeber verschiedener biologischer Bezeichnungen wie
- vlei rat (Sumpfratte)
- vleiroos (Teichrose)
- vleikuiken (ein rallenartiger Vogel)
- vlei frog (Riedfrosch)

## Etymologie
Das Wort Vlei wird überwiegend im südlichen Afrika gebraucht. Es stammt vom mittelniederländischen Wort valeye. In Afrikaans hat das Wort die Bedeutung eines flachen Sees beziehungsweise einer Pfanne bekommen.